# Давор Чордаш
Давор Чордаш (Славонски Брод, ФНРЈ, 29. мај 1959) хрватски је политичар и професор. Садашњи је функционер Хрватске демократске заједнице Босне и Херцеговине (ХДЗ БиХ). Бивши је потпредсједник Републике Српске и министар за избјеглице и расељена лица.

## Биографија
Давор Чордаш је рођен 29. маја 1959. године у Славонском Броду, ФНРЈ. Основну школу завршио је у Броду, Гимназију у Славонском Броду, а Природно-математички факултет у Сарајеву. Радио је као средњошколски професор у Маглају и као асистент на Пољопривредном и Природно-математичком факултету у Сарајеву. Био је посланик у Парламенту Федерације Босне и Херцеговине, замјеник министра социјалне политике и избјеглица у Влади Федерације и савјетник хрватског члана Предсједништва Босне и Херцеговине. У периоду од 2006. до 2010. године био је потпредсједник Републике Српске из реда хрватског народа.
Ожењен је и отац шестеро дјеце.